# 賈克·侯吉耶
賈克·侯吉耶（法語：Jacques Rozier；法語發音：[ʒak ʁozje]；1926年11月10日—2023年5月31日）是一位法國電影導演，1962年他執導的《再見菲律賓》被認為是法國新浪潮的代表電影之一。

## 生平
賈克·侯吉耶在法國新浪潮中是屬於較不知名且少產的電影導演，尚盧·高達曾演出他1963年執導的短片《狗仔隊》。1962年，他完成第一部長片《再見菲律賓》，在第15屆坎城影展國際影評人週單元放映，片中自由揮灑的風格受到許多影評推崇。1971年，他的第二部長片《不快樂的假期》則在第24屆坎城影展導演雙週單元首映。
1978年，他獲邀擔任第28屆柏林影展正式競賽單元評審團成員。2006，他開始拍攝第六部長片《巴黎鸚鵡》(Le Perroquet parisien)，中途因製作問題而中斷這個計畫。

## 電影作品
- 1962年：《再見菲律賓》（Adieu Philippine）
- 1971年：《不快樂的假期（法语：Du côté d'Orouët）》
- 1976年：《漂流海龜島（法语：Les Naufragés de l'île de la Tortue）》
- 1985年：《緬因海快遞（法语：Maine Océan）》
- 2001年：《菲菲機率論（法语：Fifi Martingale）》

## 外部連結
- 賈克·侯吉耶在互联网电影资料库（IMDb）上的資料（英文）